# Johan August Södergren
Johan August Södergren, född 1813, död 1891, var en svensk jurist. Södergren var  justitieombudsman 1857 samt justitieråd 1857-80. Södergren var kritisk mot representationsreformen och deltog aktivt i debatten.  Han sammanställde också en samling på nio band av såväl tryckta som otryckta alster av Hans Järta som förvaras på Kungliga biblioteket.